# Guécélard
Guécélard és un municipi francès situat al departament del Sarthe i a la regió de País del Loira. L'any 2007 tenia 2.679 habitants.

## Demografia

### Població
El 2007 la població de fet de Guécélard era de 2.679 persones. Hi havia 967 famílies de les quals 142 eren unipersonals (67 homes vivint sols i 75 dones vivint soles), 356 parelles sense fills, 417 parelles amb fills i 52 famílies monoparentals amb fills.
La població ha evolucionat segons el següent gràfic:
Habitants censats

### Habitatges
El 2007 hi havia 1.025 habitatges, 982 eren l'habitatge principal de la família, 18 eren segones residències i 25 estaven desocupats. 1.017 eren cases i 5 eren apartaments. Dels 982 habitatges principals, 857 estaven ocupats pels seus propietaris, 120 estaven llogats i ocupats pels llogaters i 5 estaven cedits a títol gratuït; 3 tenien una cambra, 25 en tenien dues, 121 en tenien tres, 242 en tenien quatre i 591 en tenien cinc o més. 805 habitatges disposaven pel capbaix d'una plaça de pàrquing. A 342 habitatges hi havia un automòbil i a 597 n'hi havia dos o més.

### Piràmide de població
La piràmide de població per edats i sexe el 2009 era:
| Homes | Edats   | Dones |
| ----- | ------- | ----- |
| 0     | 95 o +  | 0     |
| 0     | 90 a 94 | 0     |
| 0     | 85 a 89 | 12    |
| 12    | 80 a 84 | 12    |
| 32    | 75 a 79 | 40    |
| 20    | 70 a 74 | 28    |
| 24    | 65 a 69 | 40    |
| 68    | 60 a 64 | 44    |
| 44    | 55 a 59 | 44    |
| 104   | 50 a 54 | 96    |
| 96    | 45 a 49 | 92    |
| 124   | 40 a 44 | 156   |
| 116   | 35 a 39 | 124   |
| 92    | 30 a 34 | 104   |
| 92    | 25 a 29 | 64    |
| 32    | 20 a 24 | 68    |
| 116   | 15 a 19 | 108   |
| 100   | 10 a 14 | 100   |
| 124   | 5 a 9   | 104   |
| 76    | 0 a 4   | 72    |

## Economia
El 2007 la població en edat de treballar era de 1.813 persones, 1.320 eren actives i 493 eren inactives. De les 1.320 persones actives 1.229 estaven ocupades (654 homes i 575 dones) i 92 estaven aturades (36 homes i 56 dones). De les 493 persones inactives 212 estaven jubilades, 151 estaven estudiant i 130 estaven classificades com a «altres inactius».

### Ingressos
El 2009 a Guécélard hi havia 1.006 unitats fiscals que integraven 2.766,5 persones, la mediana anual d'ingressos fiscals per persona era de 20.418 €.

### Activitats econòmiques
Dels 85 establiments que hi havia el 2007, 2 eren d'empreses alimentàries, 18 d'empreses de construcció, 19 d'empreses de comerç i reparació d'automòbils, 5 d'empreses de transport, 7 d'empreses d'hostatgeria i restauració, 2 d'empreses d'informació i comunicació, 3 d'empreses financeres, 8 d'empreses immobiliàries, 5 d'empreses de serveis, 7 d'entitats de l'administració pública i 9 d'empreses classificades com a «altres activitats de serveis».
Dels 35 establiments de servei als particulars que hi havia el 2009, 1 era una oficina de correu, 1 una oficina bancària, 1 funerària, 3 tallers de reparació d'automòbils i de material agrícola, 1 autoescola, 3 paletes, 4 guixaires pintors, 1 fusteria, 4 lampisteries, 2 electricistes, 1 empresa de construcció, 3 perruqueries, 5 restaurants, 2 agències immobiliàries i 3 salons de bellesa.
Dels 4 establiments comercials que hi havia el 2009, 1 era un supermercat, 2 fleques i 1 una peixateria.
L'any 2000 a Guécélard hi havia 13 explotacions agrícoles que ocupaven un total de 408 hectàrees.

## Equipaments sanitaris i escolars
L'únic equipament sanitari que hi havia el 2009 era una farmàcia.
El 2009 hi havia 1 escola maternal i 1 escola elemental.

## Poblacions més properes
El següent diagrama mostra les poblacions més properes.